# Xie Yu
Xie Yu (chinesisch 謝瑜, Pinyin Xiè Yú; * 12. Juni 2000 in Guizhou) ist ein chinesischer Sportschütze.

## Erfolge
Xie Yu sicherte sich 2018 bei den Weltmeisterschaften in Changwon seine erste internationale Medaille, als er im Mannschaftswettbewerb mit der Freien Pistole den dritten Platz belegte. In der Einzelkonkurrenz gelang ihm 2023 in Baku der Titelgewinn. Darüber hinaus belegte er bei den 2023 ausgetragenen Asienspielen 2022 in Hangzhou den zweiten Platz in der Mannschaftskonkurrenz mit der Luftpistole. In dieser Disziplin nahm er dann auch an den Olympischen Spielen 2024 in Paris teil. Im Einzel erzielte er in der Qualifikation 579 Punkte und zog als Sechster ins Finale der besten acht Schützen ein. Dort setzte er sich gegen sämtliche seiner Konkurrenten durch und wurde mit 240,9 Punkten Olympiasieger. Dahinter folgten die beiden Italiener Federico Nilo Maldini mit 240,0 Punkten und Paolo Monna mit 218,6 Punkten. Xie trat darüber hinaus mit Jiang Ranxin im Mixed an, kam mit ihr aber nicht über den achten Platz mit 576 Punkten hinaus.